# Ivan Kočárník
Ivan Kočárník, né le 29 novembre 1944 à Třebonín, est un économiste et homme politique tchèque, membre du parti démocratique civique (ODS).